# 3025
3025(삼천이십오)는 3024보다 크고 3026보다 작은 자연수다.

## 수학
- 합성수로, 그 약수는 1, 5, 11, 25, 55, 121, 275, 605, 3025다. 진약수의 합은 1098이므로, 3025는 부족수다.
- 55번째 제곱수(552)다. 앞의 제곱수는 2916, 다음 제곱수는 3136이다.
- 25번째 십이각수다. 앞의 십이각수는 2784, 다음은 3276이다.
- 22번째 십오각수다. 앞의 십오각수는 2751, 다음은 3312이다.
- {\displaystyle 3025=33^{2}+44^{2}}
  - 연속하는 두 개의 {\displaystyle 11n}({\displaystyle n}은 자연수)의 제곱합으로 나타낼 수 있으며, 이 성질을 지닌 앞의 수는 1573, 다음 수는 4961이다.
- {\displaystyle 3025=1^{3}+2^{3}+3^{3}+4^{3}+5^{3}+6^{3}+7^{3}+8^{3}+9^{3}+10^{3}}
  - 10 이하의 모든 자연수의 세제곱합으로, 연속하는 자연수 10개의 세제곱합으로 나타낼 수 있는 가장 작은 수다. 이 성질을 지닌 다음 수는 4355다.
- {\displaystyle 3^{20}-1}은 3025로 나누어떨어진다.

## 과학
- NGC 3025: 바다뱀자리 방향에 있는 렌즈형은하.
- 3025 히그선: 소행성.

## 교통
- 밸리 레일로드 3025(영어판): 증기 기관차

## 군사
- U-3025(영어판): 제2차 세계 대전에 사용된 나치 독일의 군용 잠수함.

## 기타
- 연도: 3025년, 기원전 3025년

## 같이 보기
- 3000